# Pomniki Janusza Korczaka w Warszawie
 pomnik przy Pałacu Kultury
 pomnik przy ul. Jaktorowskiej
 pomnik przy cmentarzu żydowskim
Pomniki Janusza Korczaka w Warszawie – na terenie Warszawy znajdują się trzy pomniki Janusza Korczaka:
- Pomnik w parku Świętokrzyskim (przy Pałacu Kultury i Nauki od strony ulicy Świętokrzyskiej) – 52°14′01,29″N 21°00′16,74″E/52,233692 21,004650

Projekt pomnika został wybrany w międzynarodowym konkursie rozpisanym przez fundację Shalom i Polskie Stowarzyszenie im. Janusza Korczaka.
Jest to jeden z najnowszych warszawskich pomników. Kamień węgielny pod budowę wmurował 19 września 2003 r. prezydent Warszawy Lech Kaczyński, a do uroczystego odsłonięcia pomnika doszło 1 czerwca 2006, w Dzień Dziecka. Przedstawia Janusza Korczaka, w otoczeniu dzieci, pod martwym kikutem drzewa, którego suche konary układają się w menorę. Z tyłu pomnika znajduje się nieduża fontanna oraz tabliczki upamiętniające fundatorów pomnika.
Z prawej strony monumentu umieszczono nieduży kamień z wykutym napisem (układ oryginalny):
JANUSZ KORCZAK

DR HENRYK GOLDSZMIT

1878-1942

Pomnik usytuowany jest w miejscu, gdzie w czasie okupacji znajdował się sierociniec. Zaprojektowali go architekt Zbigniew Wilma i rzeźbiarz Jan Bohdan Chmielewski. Postacie z brązu wykonano w Gliwickich Zakładach Urządzeń Technicznych. Drzewo o wysokości siedmiu metrów wykuł z granitu rzeźbiarz Zbigniew Mikielewicz.
- Pomnik przy ul. Jaktorowskiej 6 – 52°14′04,35″N 20°58′41,18″E/52,234542 20,978106

Jest to pomnik Janusza Korczaka z dziećmi. Dawny adres: Krochmalna 92, mieści się przed dawnym Domem Sierot dla dzieci żydowskich w Warszawie.
- Pomnik na cmentarzu żydowskim (od strony ulicy Okopowej) – 52°14′42,98″N 20°58′35,70″E/52,245272 20,976583

Upamiętnia osobę Janusza Korczaka oraz dzieci, wychowanków jego domu dziecka. Pełni rolę symbolicznego grobu.
- Głaz pamiątkowy poświęcony Januszowi Korczakowi znajduje się przed gmachem Liceum Ogólnokształcącego im. Władysława IV, gdyż Janusz Korczak był absolwentem VII Rządowego Gimnazjum Męskiego, znajdującego się na Pradze.